# リピーター (時計)

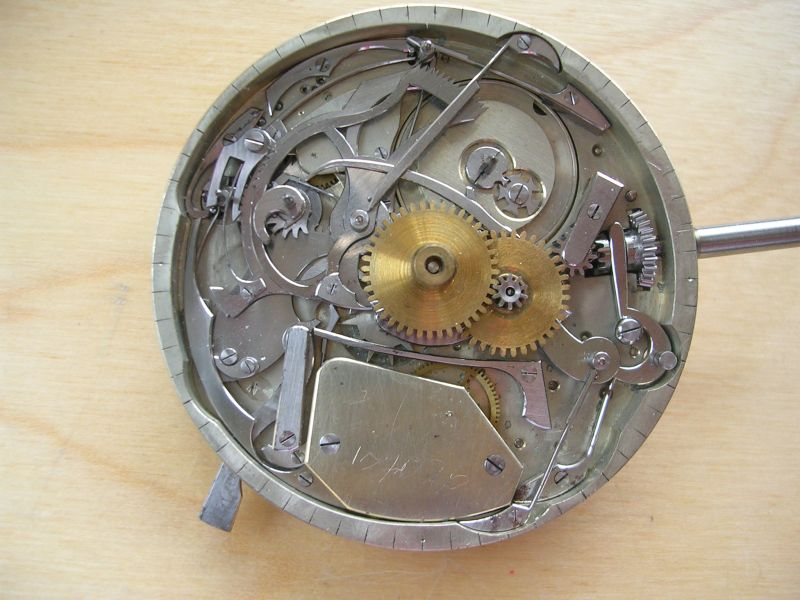
リピーターを搭載したムーブメント

リピーター（Repeater ）とは、時計において、ボタンまたはレバーを操作すると現在時刻を鐘の音で知らせる機構のことである。
ウエストミンスターチャイム（4種の鐘で音楽を奏でる機構）や、オートマタ（自動的に人形が動く機構）、自動的に1時間、15分単位を知らせるソヌリという複雑機構をさらに組み合わせたものもある。
元々は夜光塗料がなかった時代に暗闇で、または懐中時計を懐中から出さないまま時刻を知るために製造されたものであるが、腕時計では静かな場所で耳を澄ますか耳に近づけないと聞こえない程度の音量しか出せない。
1676年、イギリスのエドワード・バーロウによって発明された 。発明当初は金属製のベルを複数搭載していたため専ら置時計などに使用され、小型化は困難であった。その後、1783年にアブラアム＝ルイ・ブレゲがリング状のゴングを発明し、懐中時計のムーブメントの外周に配置することによってはじめて小型化に成功した。以降現在まで広く用いられている。ちなみに腕時計には1892年、ルイ・ブラン社（現在のオメガ）によって初めて搭載された。

## 概要
15分単位で知らせるクオーター・リピーター、5分単位で知らせるファイブミニッツ・リピーター、1分単位で知らせるミニッツ・リピーターなどがある。
ミニッツ・リピーターは通常2つの音色により「時」（例えば低音）、「四半時」（15分単位、低音+高音）、「分」（高音）の3系統によって時を告げる。
この他に、「時」、「10分」、「分」の3系統で時を告げるものはデシマル・リピーターと呼ばれるが、採用された例は少ない。最近の例では、A・ランゲ&ゾーネが2015年に発表した「ツァイトヴェルク・ミニッツリピーター」が挙げられる。
機械式時計における三大複雑機構（リピーター、トゥールビヨン、永久カレンダー）のひとつである。特に腕時計のミニッツ・リピーターは超絶技巧であり、ごく一部のきわめて高度な技術を有する時計職人にしか製作・メンテナンスすることができない。日本でもセイコーの高級部門・クレドールが2011年に発表したのみである（上記のデシマル・リピーターを採用している）。
ケースが共鳴体の役割を果たしその素材や大きさ、厚みなどによっても音量や音質に差が生じるため、良い音色の実現のためにはケースの仕様も重要となる。ケース素材は18金の他、プラチナ、セラミックを使ったものもあるが、一般的に硬い素材ほど大きくはっきりした音になる。
通常、リピーターは機械式時計にのみ用いられるが、日本のシェルマンは1995年に初めてシチズンの協力によりミニッツ・リピーター機能を搭載したクォーツ腕時計「パーペチュアルカレンダー・ミニッツリピーター」を開発しており、以降主力商品の「グランドコンプリケーション」などに用いている。シチズンも自社ブランド「カンパノラ」で採用している。ただしこれらは合成音によりゴングの音を再現している。
リピーターは、音を外に聞かせるという性質上、従来のものは防水が事実上不可能であった。近年では、防水性と音量を両立させる試みが各社により行われている。ゴングを音響盤に取り付けて音を増幅させる（オーデマ・ピゲ「ロイヤル オーク コンセプト スーパーソヌリ」）、風防とゴングをサファイアクリスタルで一体成型する（ショパール「L.U.C フル ストライク」）などの例がある。